# 狭隘路線

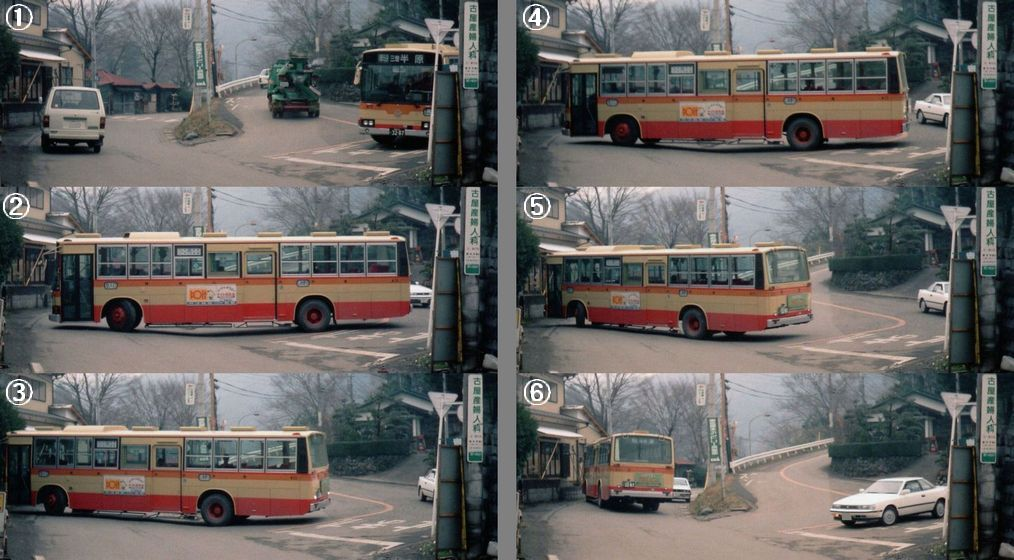
神奈川中央交通厚木営業所管内の狭隘路線。
長尺車では切り返しが必要な箇所があった。こうした路線で新規に路線開設する場合は、条件付きでないと認可が下りない。

狭隘路線（きょうあいろせん）とは、狭隘道路を走行する乗合バスの路線。路線の一部区間が狭隘道路である場合は、その箇所を「狭隘区間」という。
あるいは「狭隘道路」とほぼ同じ意味で使用され、一例として地方自治体による除雪計画などで行政上定義される狭隘道路が「狭隘路線」と呼ばれている例もある。

## 路線バス

### 定義

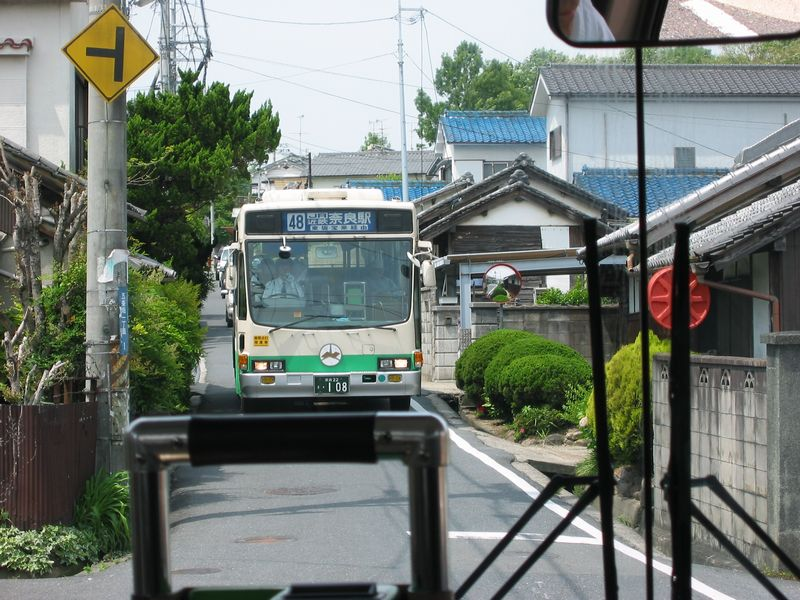
狭隘路線の例
奈良市平松町付近（奈良交通）

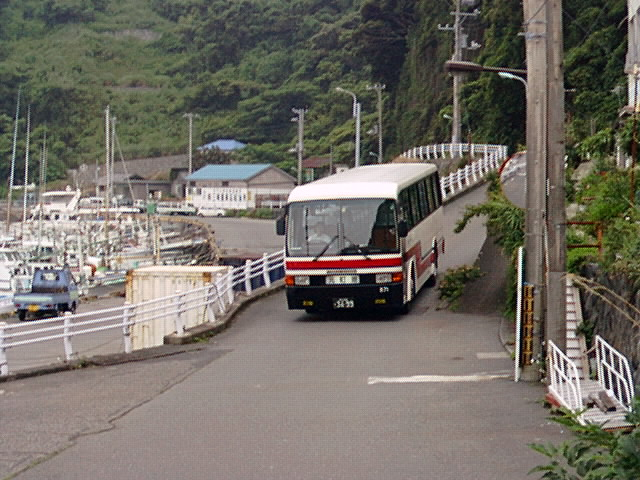
狭隘路線の例
東京都大島町波浮港付近（大島旅客自動車）

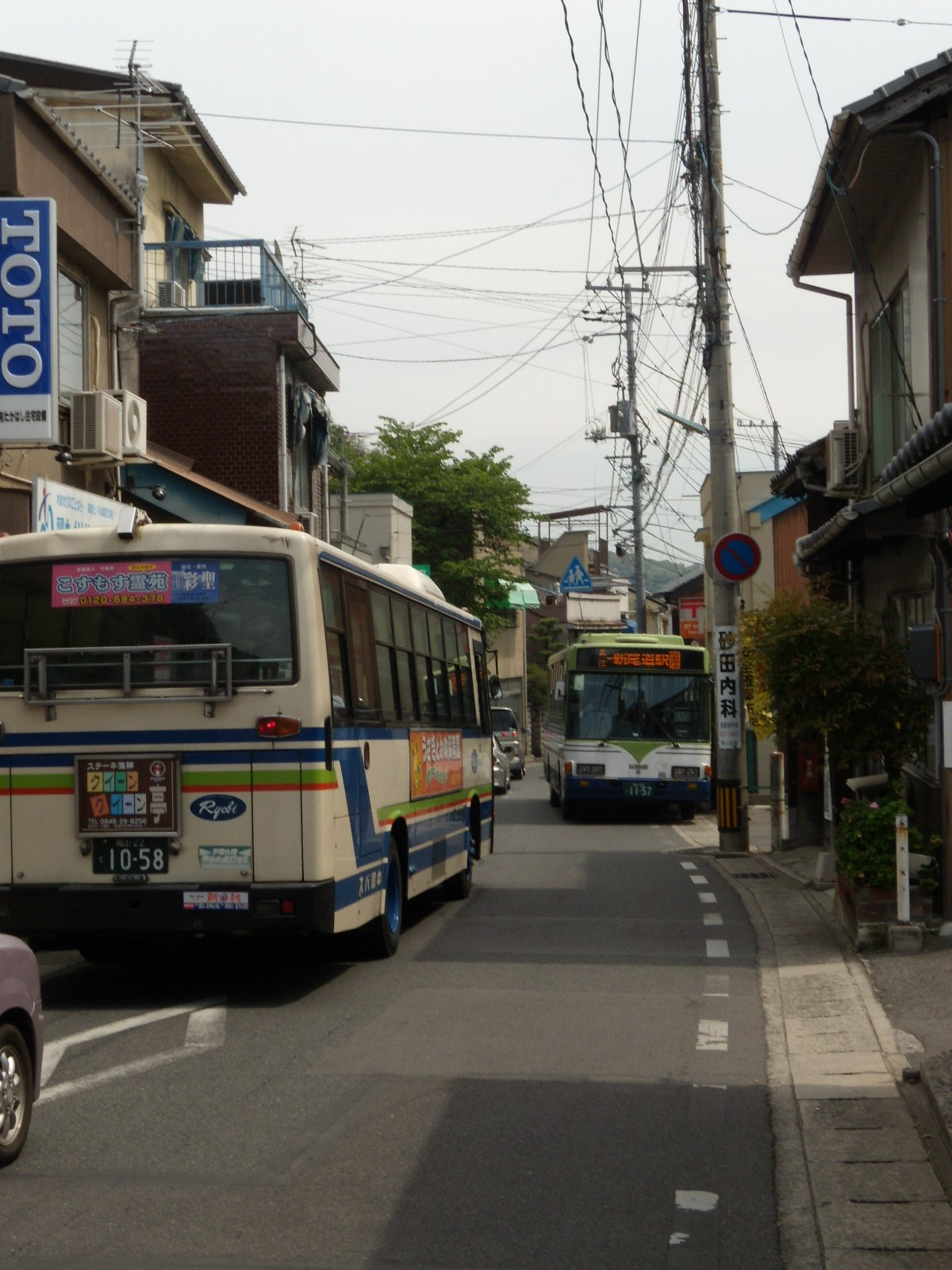
長江通りで離合するおのみちバスと中国バス

車両制限令によって、車両が通行できる道路の幅員などについては細かく制限されており、バス路線の開設に際しては原則としてこの基準を満たさなければ認可が下りない（条件付きで認可される場合もある。詳細は後述）。
三菱自動車工業（現：三菱ふそうトラック・バス）では、小型バス「エアロミディME」のテクニカルレポートにおいて「幅員4.5mの道路を運行する路線」を狭隘路線と位置づけている。通常のバス車両の全幅についてカタログスペックを参照すると、大型バスでは約2.5m、中型バスでは約2.3m、小型バスでは約2.1mとなっていることから、中型バス以上の大きさの車両では離合が不可能な路線を位置づけているものとみられる。

### 路線設定の背景
バス路線の運行に際しては、運輸局へ許認可書類を提出し、許認可を受ける必要がある。この際に、キロ程・幅員・カーブ角度・勾配といった走行道路の詳細を図面を沿えて提出し、監督官庁で審査することになる。申請内容の事業用自動車に関する審査基準として「道路構造上運行に支障を与えない大きさ、重量であること」というものがある。これは申請に記載された車両で円滑な運行が可能かどうかが審査されるということである。道路環境と車両の大きさが合わず、円滑な運行が困難であるとみなされた場合（例えば、大型バスが通行すると軽自動車でも離合が困難、というケースなど）路線免許に対して許認可が下りないこともある。しかし交通量が少ないなどの理由で、大型のバスが乗り入れても円滑な運行に支障がないと判断された場合は、道路条件と比較して大型のバスが走る路線が設定されることになる。
これは、かつてはバスにも車掌が乗務することが一般的であり、車掌が離合の際にバスを後退させるための車両誘導等を行うこともでき、交通整理の役目も果たしていたが、ワンマン運転においてはこれができないことが理由として挙げられる。なお1980年代頃までは、ワンマンバスの場合は幅員が6m以上あることが運行条件とされている（現在では幅員6m未満であっても認められる場合も多い。ただし条件付きの場合もある）。
また、バス車両が大型化される前に特に条件なしで許認可が下りた路線については、車両の大型化とともに、同様に走行する道路条件と比較して大きい車体のバスで運行される路線が存在することになる。例えば、鉄道博物館にかつて展示されていた（現在はリニア・鉄道館に移設）国鉄バス1号車の車幅は1.93 mとなっており、現在のバスよりも車体は小さい。
こうした路線の中には、保安要員の配置・添乗などの条件付きで認可を受けた路線もある。例えば、仙台市営バスは1993年までツーマンカーが存在していた。これは狭隘路線を抱えていたこと、大型バスしか保有していなかったことから、車掌乗務でないと運行の認可が下りなかったもので、狭隘区間には保安要員が同乗する条件でワンマン運行の認可を得ている。また、立川バスの国21系統けやき台団地線では大型車を最短3分間隔で運行させるため、狭隘区間において第一待避場・第二待避場を設置した上でこの2箇所と交差点に誘導員を常駐させ、無線を活用した交通整理を行なっている。

### コミュニティバスと狭隘路線
コミュニティバスの路線設定においては、交通空白地帯の解消や、バス通りの停留所まで歩いて行けない高齢者など交通弱者の利便を図るため、従来の一般路線バスが運行できなかった住宅街などの狭隘路に経路を設定することが行われている。そのため車両制限令で定められている幅員基準をクリアするのに苦心する場合がある。都市部の郊外地域では高度成長期にベッドタウン化し急速に人口が増加したため道路整備が追いつかず、農道を拡幅し舗装しただけのような道も多く道路事情が悪い。
一例として、1995年に開業した東京都武蔵野市のムーバスでは、住宅街の狭隘路を運行するため小型車の日野・リエッセを導入したが、警視庁からルート内に幅5.2mの道路があり車両制限令に抵触すると指摘されたため、特殊車両通行認定を受けた上で、さらに専用車両の路肩灯を埋め込んで車幅を2cm狭め、停留所を路端ぎりぎりに寄せて設置するなど苦心して開業にこぎつけた。
ムーバスを開業した当時の武蔵野市長・土屋正忠は著書の中で、ムーバス開業前には「警視庁からは交通安全のため、原則として幅8m以下の道路には路線バスの開設許可をしないという見解を示されていた」と述べるとともに、「大型バスでは幅10m以上の道路しか路線を設定できず、それ以下の狭い道路沿いの住民は路線バスの恩恵を受けられず取り残されていた」と述べている。
東京都三鷹市のみたかシティバスでも、2012年に開業した「新川・中原ルート」の経路上の中仙川通りの区間内に、車両制限令による幅員基準を満たさない狭隘路（最狭部幅員約3.0m）が存在したが、対向車との離合のための待避所を5か所（うち3か所は停留所）を設置することで運行可能とした。同様の例は杉並区のすぎ丸「けやき路線」にも存在したが、阿佐ヶ谷住宅の再開発に伴う道路拡幅により解消している。また、東京都府中市のちゅうバス北山町循環では、経路中にリエッセでも離合できない狭隘区間があるため、路上に誘導員を配置し、バス乗務員と誘導員が無線で連絡を取り合いながら、往路と復路の車両が交互に通行する方法を取っている。
このため、コミュニティバスなどの狭隘路線では小型バスが採用される例が多いが、かつては日産ディーゼル・RN、日野・リエッセ、三菱ふそう・エアロミディMEなど各メーカーが販売していた小型バスが生産終了し、現行車種で唯一立席乗車が可能な小型バスは日野・ポンチョのみとなったため、車種の選択肢が狭まっている。またノンステップバスであるポンチョは、ノンステップエリアを広く取るためホイールベースが長くなっており、リエッセなどで運行されていた狭隘路線では車両代替に伴いルートを変更したり、武蔵村山市内循環バスのようにカーブミラーを増やすなど安全対策を強化せざるを得ない場合もある。

### 趣味的視点
こうした狭隘路線に対して、趣味的な関心を持つバスファンもいる。こうしたバスファンの嗜好に応えるように、雑誌『バスマガジン』では、狭隘路線のレポートが連載されている。この連載記事の中では運転士の優れた操縦技術も愛好家を喜ばせる点の1つとして扱われている。例えば『バスマガジン』創刊号では、狭隘路線が多い西武バスの社内部署として設置された教習所についても言及されており、運転士の操縦技術についての説明もある。

## 除雪作業
自治体の除排雪作業の計画では、小型除雪機械によらなければ除雪できない狭い道路が「狭隘路線」として指定されることがある。例えば青森県五所川原市の除排雪作業の計画では「狭隘路線とは、目安として幅員が3ｍ以下の小型除雪機械による除雪を行う道路です。」と解説されている。